# Jasenitz
Die Jasenitz ist ein etwa vier Kilometer langer Nebenfluss der Mildenitz im Norden des Landkreises Ludwigslust-Parchim in Mecklenburg-Vorpommern. Sie verläuft größtenteils auf dem Gemeindegebiet von Dobbertin, im Unterlauf teils auf dem Stadtgebiet von Goldberg nahe der Grenze zu Dobbertin.

## Verlauf
Der Wasserlauf entspringt dem Spendiner See. Die zugehörige Gewässerkennzahl 964434 ist bereits einem nördlich von Spendin am Fuße des Hellbergs entspringenden und am Westufer in den Spendiner See mündenden Graben zugewiesen.
In südöstlicher Richtung durchfließt die Jasenitz die Lüschow, einen See, der über Grabenverbindungen Wasserzuläufe aus dem Kleestensee und dem Borgsee erhält. Beim Goldberger Ortsteil Hellberg mündet die Jasenitz am Nordostufer in den Dobbertiner See, der sein Wasser über die Mildenitz weiter in Richtung Warnow und Ostsee abführt.

## Geschichte
Der Bach Jasenitz fand 1227 als Grenze zwischen Gols (Goldberg) und Dobrotin (Kloster Dobbertin) erstmals urkundliche Erwähnung. 1237 wurde die Jasenitz, welche in den Jawir-See (Dobbertiner See) fließt, bei der Erweiterung des Klostergebietes als Grenze weiter bestätigt.
1860 erfolgte eine Begradigung der Jasenitz von der Lüschow bis zum Dobbertiner See. Durch einen gesunkenen Wasserstand der Lüschow hatte sich 1884 die Grabenlänge der Jasenitz verlängert.

## Karten
- Wirtschaftskarte Forstamt Dobbertin 1727/1928.